# Megalodon (mollusco)
Megalodon è un genere estinto di mollusco bivalve equivalve, vissuto fra il devoniano e il giurassico.

## Diffusione
Fossili di Megalodon provenienti da varie ere geologiche sono stati ritrovati in:
- Austria, Canada, Germania, Italia (devoniano)
- Cina, Malaysia (permiano)
- Bulgaria, Colombia, Emirati Arabi Uniti, Italia, Serbia e Montenegro, Ungheria (triassico)
- Italia, Marocco (giurassico)